# La VRP de choc
Pour plus de détails, voir Fiche technique et Distribution.
La VRP de choc (The First Traveling Saleslady) est un western américain réalisé par Arthur Lubin et sorti en 1956 aux États-Unis.

## Résumé
A New-York en 1897 Rose Gillray, une suffragette à la tête d'une société de fabrication de corsets rencontre Charlie Masters lorsqu'elle est emboutie par ce dernier au volant d'un prototype d'automobile.
Plus tard Rose décide d'utiliser la notoriété de la chanteuse Molly Wade pour promouvoir son nouveau modèle de corset mais la police interrompt le spectacle.
Endettée auprès de Jim Carter, le fournisseur d'armatures métalliques de ses corsets, Rose accepte d'aller vendre dans le far-west le fil de fer qu'il produit.
Elle arrive ainsi à Kansas City, pour tenter de vendre le fil de fer dans une convention de fermiers où elle rencontre Joel Kingdon.
Après avoir repoussé les demandes en mariage de Jim et de Joel, Rose se voit proposer par Charlie de l'accompagner en Californie pour découvrir des machines volantes.

## Fiche technique
- Titre : La VRP de choc
- Titre original : The First Traveling Saleslady
- Réalisation : Arthur Lubin
- Scénario : Devery Freeman (en) et Stephen Longstreet
- Supervision des dialogues : Dorothy Reid
- Production : Arthur Lubin
- Société de production : Arthur Lubin Productions
- Société de distribution : RKO Radio Pictures
- Musique : Irving Gertz
- Photographie : William E. Snyder
- Montage : Otto Ludwig
- Directeur artistique : Albert S. D'Agostino
- Décors : Darrell Silvera
- Costumes : Edward Stevenson
- Pays d'origine : États-Unis
- Format : Couleurs (Technicolor) - Son : Mono (RCA Sound Recording)
- Genre : Western, Comédie
- Durée : 92 minutes
- Pays de production :  États-Unis
- Langue originale : Anglais
- Date de sortie : États-Unis août 1956

## Distribution
- Ginger Rogers : Miss Rose Gillray, Gillray Corset Co.
- Barry Nelson : Charles Masters
- Carol Channing : Molly Wade
- David Brian : James Carter
- James Arness : Joel Kingdom
- Clint Eastwood : Lt. Jack Rice
- Robert F. Simon : Cal
- Frank Wilcox : U.S. Marshal Duncan
- Dan White : Shériff
- Harry Cheshire : Juge Benson

Acteurs non crédités :
- Jim Hayward : Sam
- Belle Mitchell : Emily

## Autour du film
Ce film est le premier où Clint Eastwood apparaît au générique.

## Sources
- Patrick McGilligan (trad. de l'anglais), Clint Eastwood : une légende, Paris, Nouveau Monde, février 2009, 765 p. (ISBN 978-2-84736-396-8).